# Рау, Збигнев
Збигнев Влодзимеж Рау (пол. Zbigniew Włodzimierz Rau; род. 3 февраля 1955, Лодзь, ПНР) — польский политический и государственный деятель, министр иностранных дел Республики Польша. Действующий председатель Организации по безопасности и сотрудничеству в Европе (ОБСЕ).

## Биография
В 1977 году окончил юридический факультет Лодзинского университета. С 1981 года был стипендиатом и преподавателем в университетах Германии, Нидерландов, Великобритании, США и Австралии. В 1982 году получил степень доктора права, в 1996 году — хабилитированного доктора.
В 2005 году получил ученое звание профессора юридических наук и возглавил кафедру политико-правовых доктрин Лодзинского университета.
В 2005 году входил в Комитет поддержки Леха Качиньского на президентских выборах. В том же году на парламентских выборах был избран сенатором от партии Право и справедливость. С 2006 по 2008 год представлял польский парламент в Парламентской ассамблее Совета Европы.
8 декабря 2015 года возглавил Лодзинское воеводство. 11 ноября 2019 года был избран депутатом Сейма и завершил работу в качестве воеводы. В сейме был назначен председателем комиссии по иностранным делам. В 2020 году стал председателем делегации польского парламента в Парламентской ассамблее Совета Европы.
26 августа 2020 года Збигнев Рау назначен министром иностранных дел Республики Польша.

## Награды
- Серебряный Крест Заслуги (2001)[10]
- Орден «За заслуги» I степени (4 ноября 2022, Украина) — за весомый личный вклад в укрепление межгосударственного сотрудничества, поддержку государственного суверенитета и территориальной целостности Украины, популяризацию Украинского государства в мире[11].
- Медаль Национальной комиссии по образованию (2007)
- Бронзовый знак «За заслуги для противопожарной службы» (2017)[12]
- Медаль 100-летия создания Государственной полиции (2019)[13].